# Strzelectwo na Letnich Igrzyskach Olimpijskich 1968 – trap
Trap to jedna w siedmiu konkurencji strzeleckich rozgrywanych podczas igrzysk olimpijskich w 1968 w Meksyku. Wystartowało 55 zawodników (samych mężczyzn) z 34 krajów.
Rozegrano tylko rundę finałową 18 i 19 października.

## Rekordy
|                   | Zawodnik         | Narodowość | Wynik | Data                    | Miejsce |
| ----------------- | ---------------- | ---------- | ----- | ----------------------- | ------- |
| Rekord świata     | Ennio Mattarelli | Włochy     | 198   | 15–17 października 1964 | Tokio   |
| Rekord olimpijski | Ennio Mattarelli | Włochy     | 198   | 15–17 października 1964 | Tokio   |

## Wyniki
Każdy ze strzelców oddawał 200 strzałów w ośmiu seriach po 25 strzałów. O zdobyciu srebrnego i brązowego medalu zadecydowały dwie rundy dogrywki pomiędzy trzema strzelcami.
| Miejsce | Zawodnik              | Kraj                          | Wynik | Dogrywka | Uwagi |
| ------- | --------------------- | ----------------------------- | ----- | -------- | ----- |
| złoto   | Bob Braithwaite       | Wielka Brytania               | 198   |          | =     |
| srebro  | Thomas Garrigus       | Stany Zjednoczone             | 196   | 25, 25   |       |
| brąz    | Kurt Czekalla         | NRD                           | 196   | 25, 23   |       |
| 4.      | Pāvels Seničevs       | ZSRR                          | 196   | 22, –    |       |
| 5.      | Pierre Candelo        | Francja                       | 195   |          |       |
| 6.      | Adam Smelczyński      | Polska                        | 195   |          |       |
| 7.      | Aleksandr Alipow      | ZSRR                          | 195   |          |       |
| 8.      | John Primrose         | Kanada                        | 194   |          |       |
| 9.      | Jaime Bladas          | Hiszpania                     | 194   |          |       |
| 10.     | Karni Singh           | Indie                         | 194   |          |       |
| 11.     | Ion Dumitrescu        | Rumunia                       | 193   |          |       |
| 12.     | Michel Carrega        | Francja                       | 193   |          |       |
| 13.     | Galliano Rossini      | Włochy                        | 193   |          |       |
| 14.     | José Cusí             | Hiszpania                     | 192   |          |       |
| 15.     | Juan Enrique Lira     | Chile                         | 192   |          |       |
| 16.     | Edward Shaske         | Kanada                        | 192   |          |       |
| 17.     | Randhir Singh         | Indie                         | 192   |          |       |
| 18.     | Elias Salhab          | Liban                         | 191   |          |       |
| 19.     | Mohamed Mehrez        | Zjednoczona Republika Arabska | 191   |          |       |
| 20.     | Pedro Estay           | Chile                         | 191   |          |       |
| 21.     | Gheorghe Florescu     | Rumunia                       | 191   |          |       |
| 22.     | Rodolfo Guarnieri     | Argentyna                     | 190   |          |       |
| 23.     | Rudolf Hager          | NRD                           | 190   |          |       |
| 24.     | Juan Ángel Martini    | Argentyna                     | 190   |          |       |
| 25.     | Jeorjos Pangalos      | Grecja                        | 190   |          |       |
| 26.     | Ray Stafford          | Stany Zjednoczone             | 189   |          |       |
| 27.     | Ennio Mattarelli      | Włochy                        | 189   |          |       |
| 28.     | Sten Karlsson         | Szwecja                       | 189   |          |       |
| 29.     | Werner Bühse          | RFN                           | 189   |          |       |
| 30.     | Metin Salihoğlu       | Turcja                        | 188   |          |       |
| 31.     | George Silvernail     | Portoryko                     | 188   |          |       |
| 32.     | Ivo Orlandi           | Wenezuela                     | 187   |          |       |
| 33.     | Miguel Barrenechea    | Meksyk                        | 187   |          |       |
| 34.     | Eric Grantham         | Wielka Brytania               | 187   |          |       |
| 35.     | Markos Dzumaras       | Grecja                        | 187   |          |       |
| 36.     | Guy Rénard            | Belgia                        | 187   |          |       |
| 37.     | Josef Meixner         | Austria                       | 187   |          |       |
| 38.     | Erich Gehmann         | RFN                           | 187   |          |       |
| 39.     | Kjell Sørensen        | Norwegia                      | 185   |          |       |
| 40.     | Pavitr Gajaseni       | Tajlandia                     | 183   |          |       |
| 41.     | Gustavo Zepeda        | Meksyk                        | 181   |          |       |
| 42.     | Leo Franciosi         | San Marino                    | 181   |          |       |
| 43.     | Lin Ho-ming           | Tajwan                        | 181   |          |       |
| 44.     | Badir Shoukri         | Zjednoczona Republika Arabska | 177   |          |       |
| 45.     | Salvatore Pelliccioni | San Marino                    | 177   |          |       |
| 46.     | Cheng Sung-gun        | Tajwan                        | 175   |          |       |
| 47.     | Dermot Kelly          | Irlandia                      | 175   |          |       |
| 48.     | Walter Perón          | Peru                          | 175   |          |       |
| 49.     | Dipya Mongkollugsana  | Tajlandia                     | 175   |          |       |
| 50.     | Arturo Porro          | Urugwaj                       | 171   |          |       |
| 51.     | Carlos Asbún          | Boliwia                       | 163   |          |       |
| 52.     | Ricardo Roberts       | Boliwia                       | 161   |          |       |
| 53.     | Ángel Marchand        | Portoryko                     | 156   |          |       |
| 54.     | Roberto Soundy        | Salwador                      | 125   |          |       |
| 55.     | Domingo Lorenzo       | Dominikana                    | 124   |          |       |